# Trevesia palmata
Trevesia palmata är en araliaväxtart som först beskrevs av William Roxburgh och John Lindley, och fick sitt nu gällande namn av Roberto de Visiani. Trevesia palmata ingår i släktet Trevesia och familjen araliaväxter. Inga underarter finns listade.

## Bildgalleri

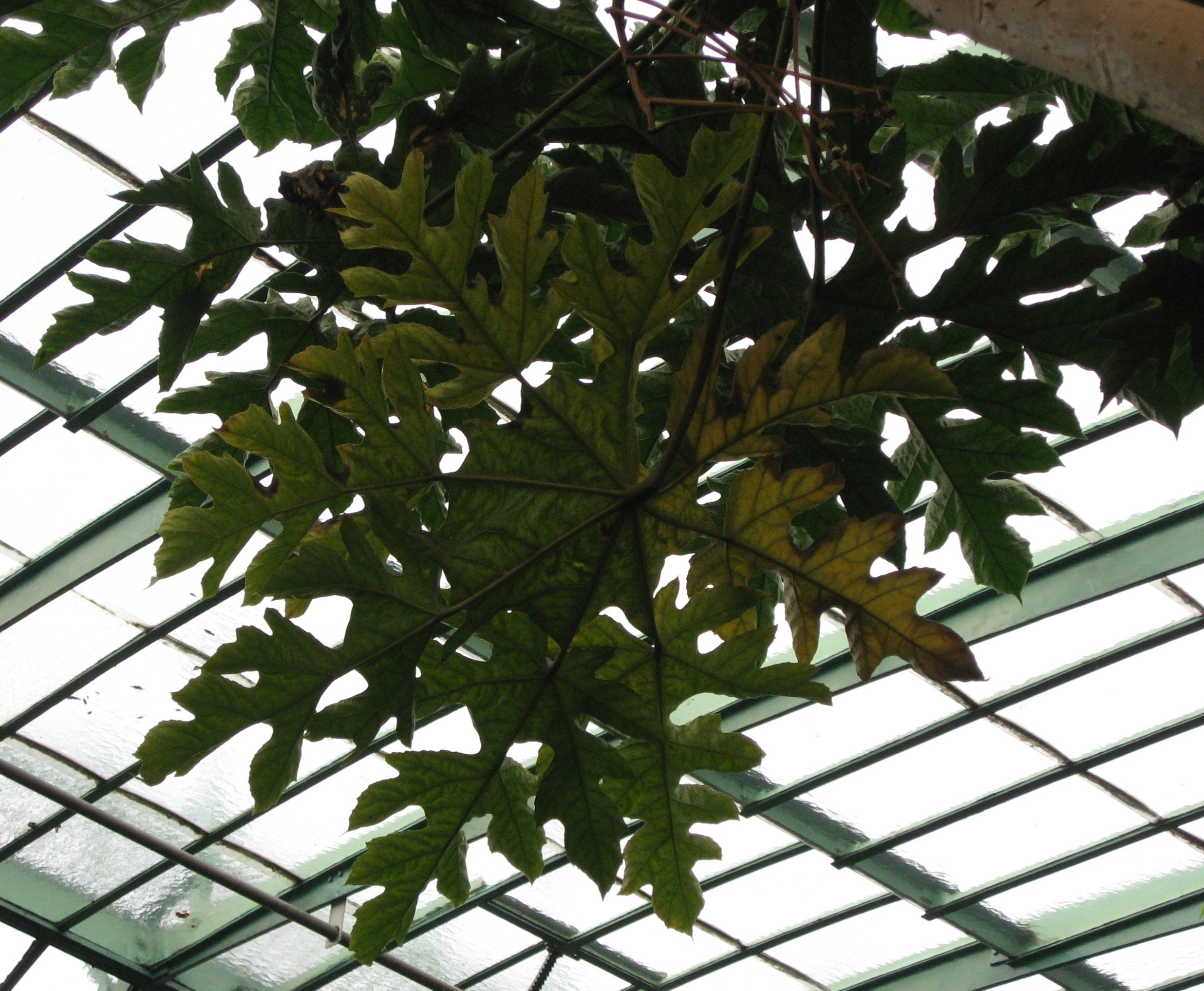
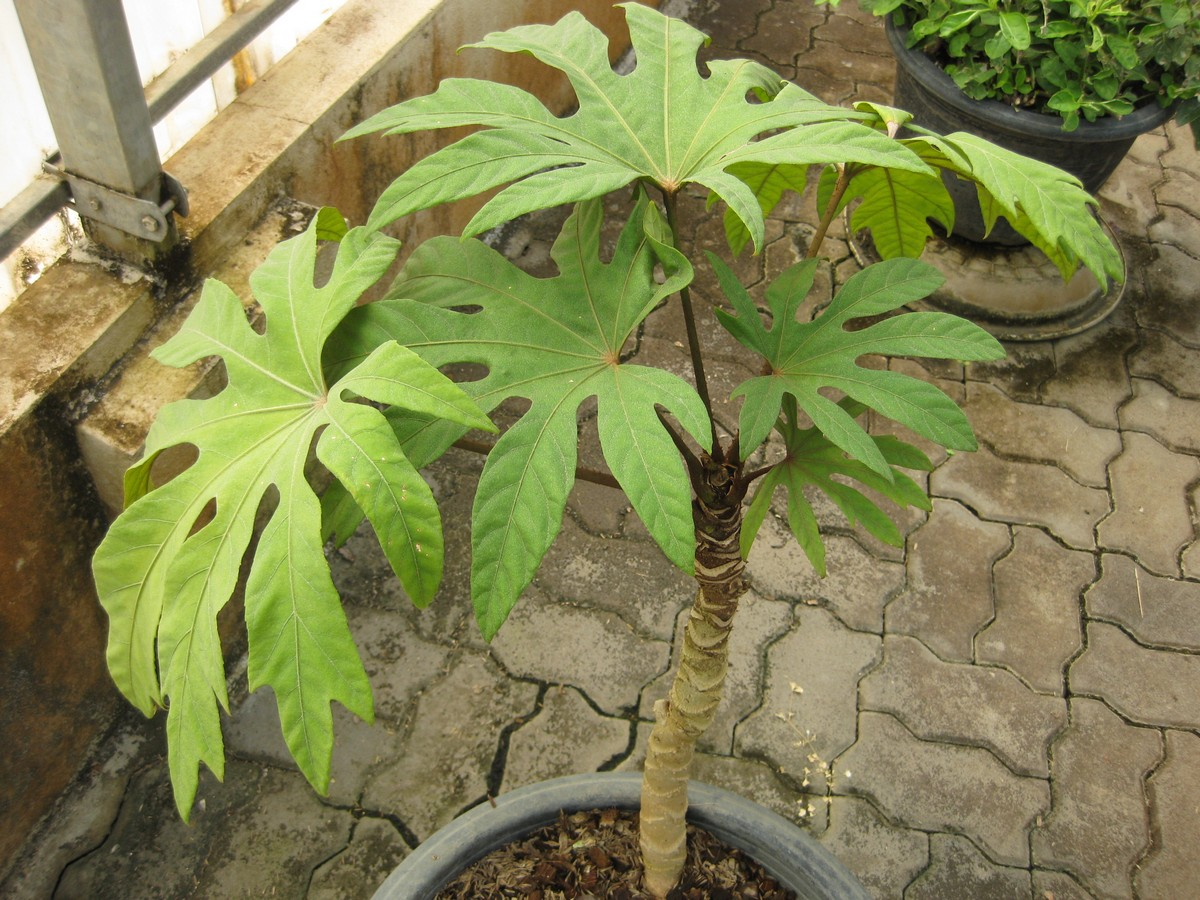
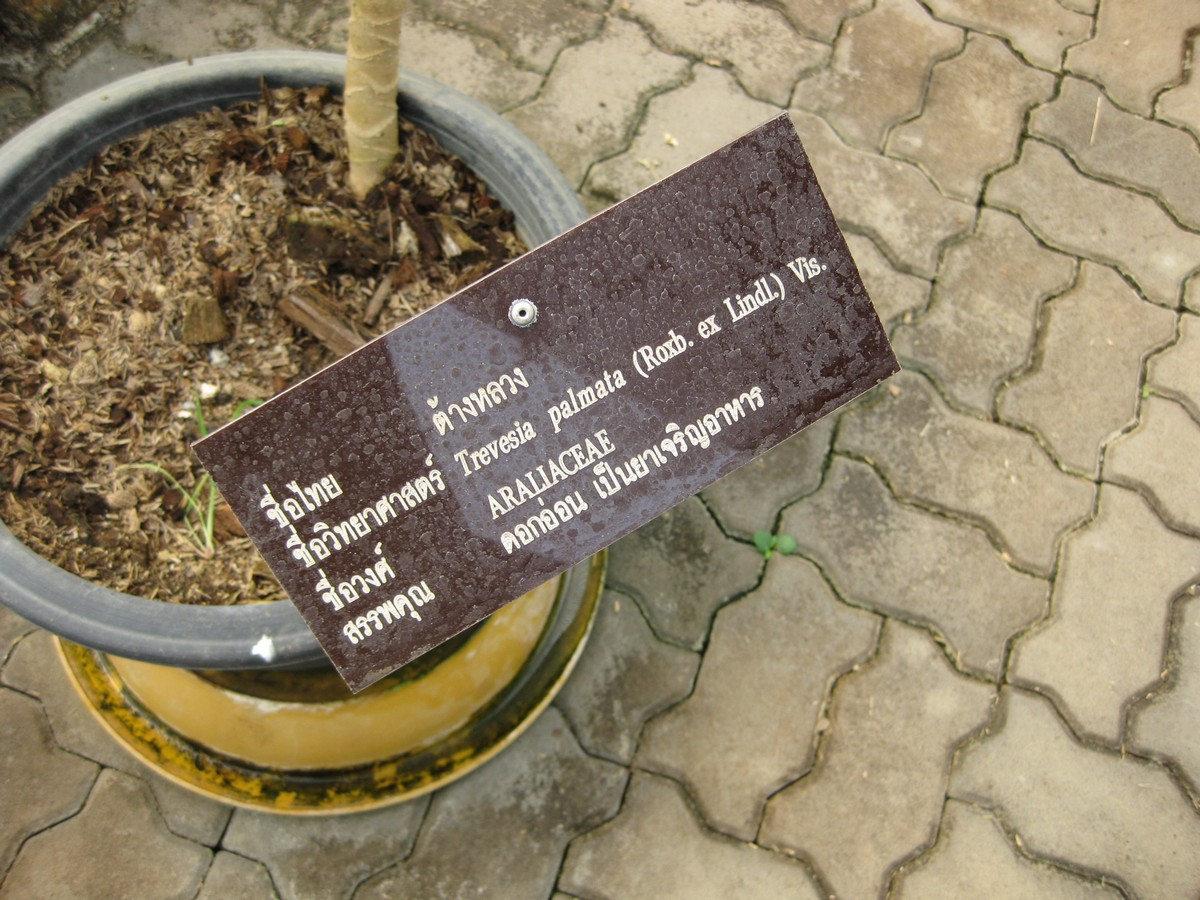
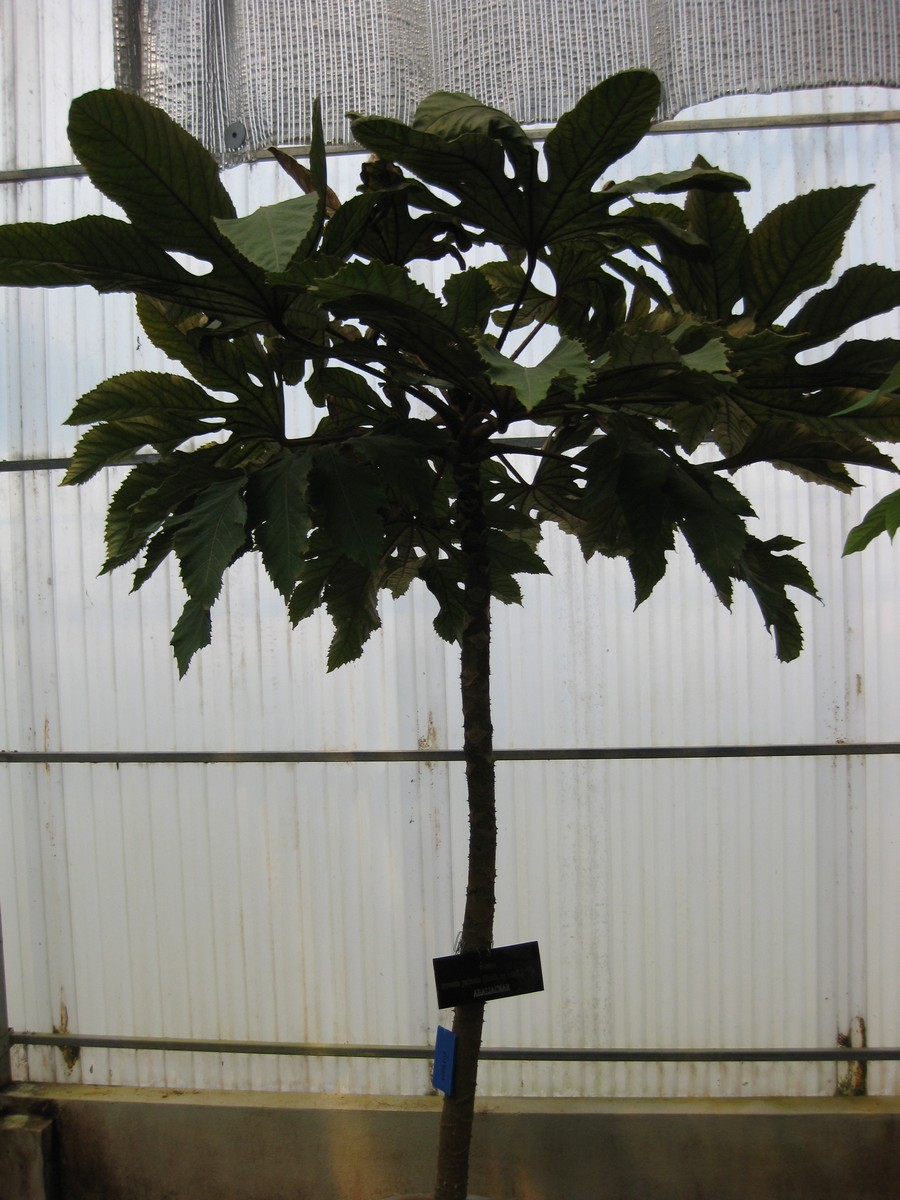
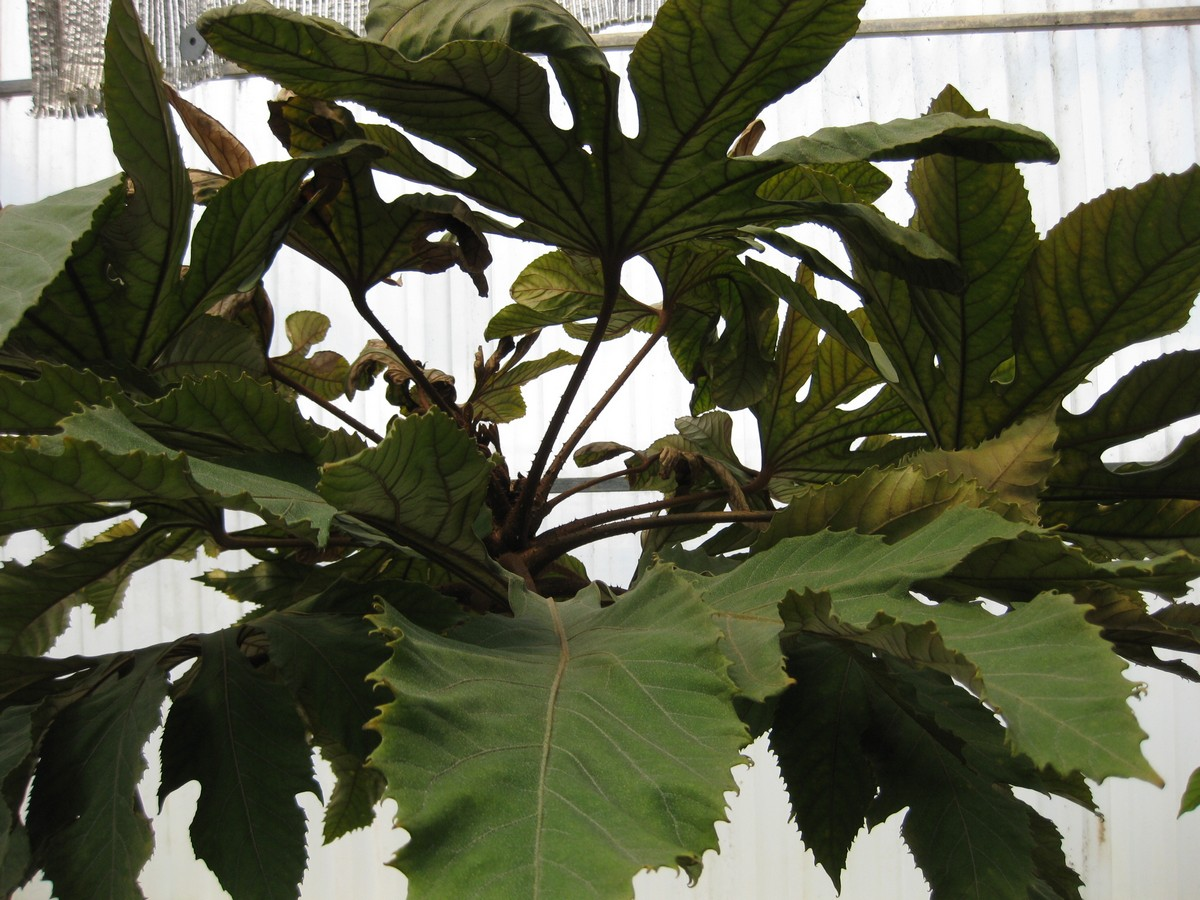
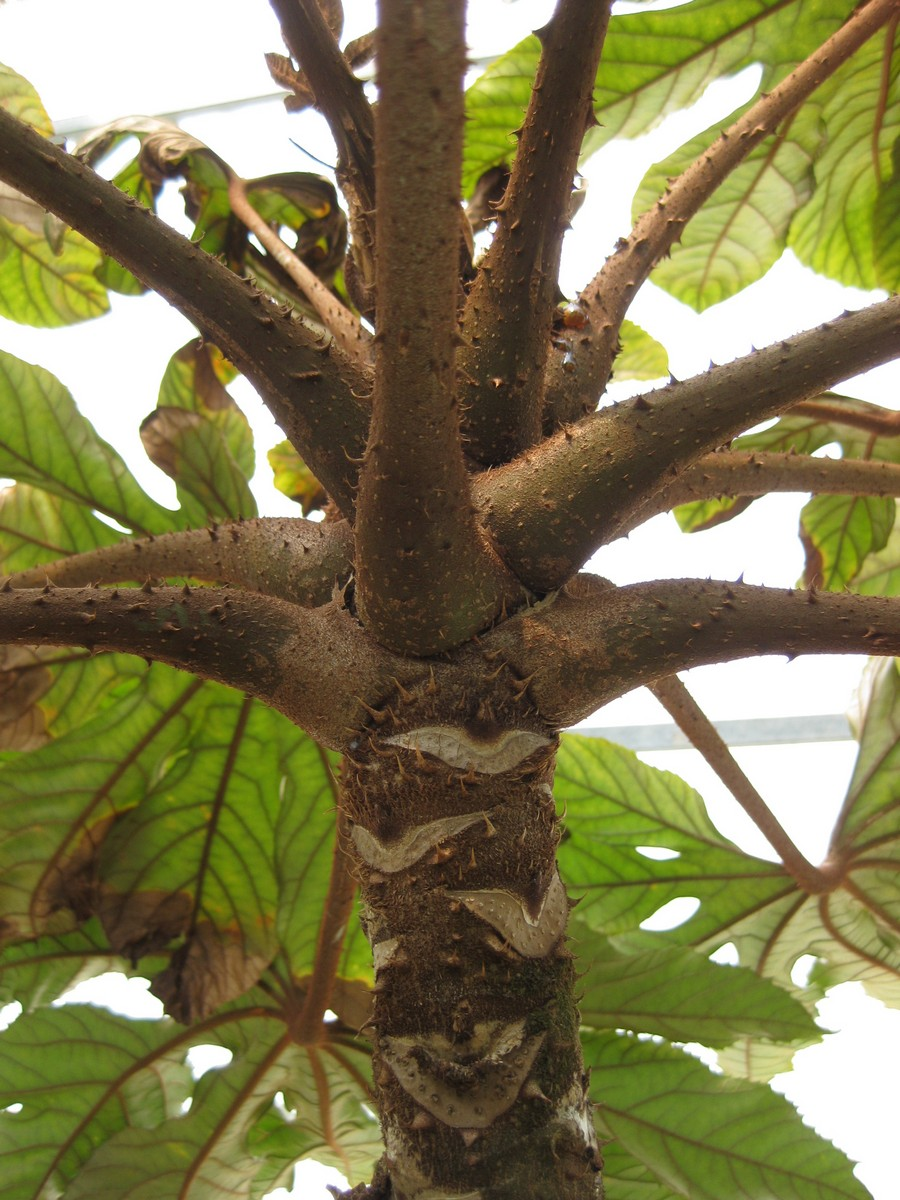